# Marathon de New York 2009
Navigation
Édition précédente Édition suivante
Le Marathon de New York de 2009 est la 40e édition du Marathon de New York aux États-Unis qui a eu lieu le dimanche 1er novembre 2009. C'est le cinquième et dernier des World Marathon Majors à avoir lieu en 2009. L'Américain Meb Keflezighi remporte la course masculine avec un temps de 2 h 9 min 15 s. L'Éthiopienne Derartu Tulu s'impose chez les femmes en 2 h 28 min 52 s.

## Résultats

### Hommes
| Rang | Athlète                   | Nationalité    | Temps           |
| ---- | ------------------------- | -------------- | --------------- |
|      | Meb Keflezighi            | États-Unis     | 2 h 09 min 15 s |
|      | Robert Kipkoech Cheruiyot | Kenya          | 2 h 09 min 56 s |
|      | Jaouad Gharib             | Maroc          | 2 h 10 min 25 s |
| 4    | Ryan Hall                 | États-Unis     | 2 h 10 min 36 s |
| 5    | Abderrahime Bouramdane    | Maroc          | 2 h 12 min 14 s |
| 6    | Hendrick Ramaala          | Afrique du Sud | 2 h 12 min 30 s |
| 7    | Jorge Torres              | États-Unis     | 2 h 13 min 00 s |
| 8    | Nick Arciniaga            | États-Unis     | 2 h 13 min 46 s |
| 9    | Abdi Abdirahman           | États-Unis     | 2 h 14 min 00 s |
| 10   | Jason Lehmkuhle           | États-Unis     | 2 h 14 min 39 s |

### Femmes
| Rang | Athlète               | Nationalité | Temps           |
| ---- | --------------------- | ----------- | --------------- |
|      | Derartu Tulu          | Éthiopie    | 2 h 28 min 52 s |
|      | Lyudmila Petrova      | Russie      | 2 h 29 min 00 s |
|      | Christelle Daunay     | France      | 2 h 29 min 16 s |
| 4    | Paula Radcliffe       | Royaume-Uni | 2 h 29 min 27 s |
| 5    | Salina Kosgei         | Kenya       | 2 h 31 min 53 s |
| 6    | Magdalena Lewy-Boulet | États-Unis  | 2 h 32 min 17 s |
| 7    | Buzunesh Deba         | Éthiopie    | 2 h 35 min 54 s |
| 8    | Serkalem Biset Abrha  | États-Unis  | 2 h 37 min 20 s |
| 9    | Yuri Kano             | Japon       | 2 h 39 min 05 s |
| 10   | Desiree Ficker        | États-Unis  | 2 h 39 min 30 s |

### Fauteuils roulants (hommes)
| Rang | Athlète | Nationalité | Temps |
| ---- | ------- | ----------- | ----- |
|      |         |             |       |
|      |         |             |       |
|      |         |             |       |

### Fauteuils roulants (femmes)
| Rang | Athlète | Nationalité | Temps |
| ---- | ------- | ----------- | ----- |
|      |         |             |       |
|      |         |             |       |
|      |         |             |       |